# Louis Joseph Marie Achille Goujon
Louis Joseph Marie Achille Goujon (* 1746 in Amiens; † 1810) war ein französischer Staatsmann, Rechtsgelehrter und Sachbuchautor.

## Leben

### Politische Laufbahn
Louis Joseph Marie Achille Goujon studierte Rechtswissenschaft und wirkte nach der Beendigung seiner Studien einige Zeit erfolgreich als Anwalt am Gerichtshof seiner Vaterstadt. Zu Beginn des Ausbruchs der Französischen Revolution (1789) begrüßte er deren Prinzipien und trat für eine konstitutionelle Monarchie ein. Auch als Sachwalter des Bezirks von Beauvais folgte er dieser Richtung und verdankte ihr seine am 5. September 1791 erfolgte Wahl zum Abgeordneten der gesetzgebenden Versammlung, die am 1. Oktober 1791 ihre Sitzungen begann. Von diesem Augenblick an änderte er seine Ansichten grundlegend und zeigte sich jeder Reform abhold. Schon am 18. Oktober verlangte er, dass die Namen jener Deputierten, die mit Denunziationen gegen die Minister hervortreten zu müssen glaubten, in das Sitzungsprotokoll aufzunehmen seien. Sein Antrag wurde aber als die Meinungsfreiheit gefährdend verworfen. Ebenso stimmte er für die Vertagung des Gesetzes über die französischen Emigranten und unterstützte den Beschluss, eine Aufforderung an den Bruder des Königs Ludwig XVI., den Grafen von Provence (und späteren König Ludwig XVIII.), zur Rückkehr nach Frankreich zu erlassen.
Mit gleichem Eifer bekämpfte Goujon 1792 den Gesetzesvorschlag zur Gründung eines nationalen obersten Gerichtshofs und drang darauf, dass wenigstens dessen Beschlüsse der Bestätigung des Königs unterliegen müssten. Den von vielen Mitglieder gehegten Verdacht eines geheimen Einverständnisses der Regierung mit Österreich und eines insgeheim ausgeübten Verrats suchte er durch diverse Gründe zu entkräften und sprach sich gegen die Einziehung der Güter sämtlicher Emigranten ohne Unterschied aus. Am 8. Juni 1792 erklärte er sich gegen die Aufhebung der Feudalrechte und der kirchlichen Nebeneinkünfte ohne Entschädigung und stimmte am 17. Juli für La Fayette, dessen Absetzung die Föderierten verlangten. Dagegen schlug er zum allgemeinen Erstaunen seiner Kollegen vor, das Emigrationsgesetz auf jeden seit dem 8. April 1792 ohne ausreichende gesetzliche Basis aus dem Land abwesenden Franzosen anzuwenden. Seine letzte parlamentarische Handlung war in der Sitzung des 19. September 1792 der Antrag, die auf den Schreiben der Tuilerien angebrachten Siegel zu entfernen, welchem die Versammlung auch Folge leistete.

### Schriftstellerische Laufbahn
Da Goujon nach dem Schluss der Nationalversammlung nicht wiedergewählt wurde, zog er sich gänzlich ins Privatleben zurück und widmete sich den Wissenschaften und insbesondere dem Studium der Gesetze über das Forstwesen, in welchem Fach er sich großes Ansehen erwarb. Seine hierher gehörigen Werke wurden noch lange von den französischen Forstleuten geschätzt:
- Mémorial forestier, ou recueil complet de lois, arrêtés et instructions relatifs à l’administration forestière, depuis le 14 juillet 1789 jusqu’à la fin de l’an X [1802], mis en ordre par G***, ancien jurisconsulte, 2 Bände, Paris 1801–03
- Des bois de constructions navales, ou manuel à l’usage des agents forestiers et maritimes, Paris 1803 (Handbuch, das alle auf die Beschaffung und Benutzung des Schiffbauholzes bezüglichen Gesetze, Verordnungen und Vorschriften enthält und als Anhang ein Wörterbuch der gewöhnlichen, in der Schiffbaukunst vorkommenden Fachausdrücke)
- Annuaire forestière pour l’an XIII, contenant l’état tant au personnel qu’au matériel de toute la partie forestière au 1er nivose an XIII, fin de l’année 1804, Paris 1804

Dagegen fand Goujons Année militaire, ouvrage périodique (Paris 1799) wenig Beachtung und wurde nicht fortgesetzt. Auch seine juristischen Schriften sind von geringerer Bedeutung:
- Essai sur la garantie des propriétés littéraires, Paris 1801
- Tableau historique de la jurisprudence romaine depuis la fondation de Rome jusqu’au XVIIIe siècle; suivi du texte de la loi des douze tables et des notes explicatives, pour servir de préliminaires à « l’étude du droit », Paris 1803
- De l’étude du droit, cours particulier coordonné avec la marche des écoles publiques, Paris 1805

Goujons Trauerspiel Coriolan chez les Volsques, tragédie en trois actes et en vers (Paris 1800) gilt als misslungener Versuch. Ebenso wenig genügte die von ihm besorgte neue Ausgabe der früher beliebten Übersetzungen der Briefe Ciceros von Antoine-François Prévost d’Exiles und Nicolas-Hubert Mongault (Lettres de Cicéron, traduites par les abbés Prévost et Mongault ; nouvelle édition, revue et augmenté, quant à la traduction, de notes courantes, de remarques historiques et de plusieurs tables, 12 Bände, Paris 1801–03) in Bezug auf die Richtigkeit des Textes sowie auf die Anmerkungen den Anforderungen der Kritik.
Goujon starb 1810 im Alter von 64 Jahren.